# Dutch Mantel
Dutch Mantel is een pseudoniem van Wayne Maurice Keown (South Carolina, 29 november 1949) is een Amerikaans professioneel worstelmanager, -booker en halftijds professioneel worstelaar die vooral bekend is van zijn tijd bij World Wrestling Federation, van 1994 tot 1997, en World Championship Wrestling, van 1990 tot 1991, als Dutch Mantel (ook geschreven als Dutch Mantell).
In 2003 werkte Keown voor de Total Nonstop Action Wrestling als schrijver, booker en agent, maar verliet in 2009 het bedrijf. Hij werkte later voor de WWE als Zeb Colter waar hij de manager was van Jack Swagger. 

## In het worstelen
- Finishers
  - Scoop slam piledriver

- Managers
  - Downtown Bruno

- Bijnaam
  - "Dirty" Dutch Mantel

- Worstelaars gemanaged
  - Justin Bradshaw
  - Steve Corino
  - Blu Brothers
  - Jack Swagger
  - Antonio Cesaro
  - Alberto del Rio

## Prestaties
- Dyersburg Championship Wrestling
  - DCW Heavyweight Championship (1 keer)

- Georgia Championship Wrestling
  - NWA Georgia Junior Heavyweight Championship (1 keer)

- Global Wrestling Federation
  - GWF Tag Team Championship (1 keer: met Black Bart)

- Hoosier Pro Wrestling
  - HPW Heavyweight Championship (1 keer)

- Mid-South Wrestling Association
  - Mid-South Television Championship (1 keer)

- Mid-South Wrestling Association
  - MSWA Tennessee Heavyweight Championship (1 keer)

- NWA Mid-America / Continental Wrestling Association
  - AWA Southern Heavyweight Championship (5 keer)
  - AWA Southern Tag Team Championship (3 keer: met Bill Dundee (1x), Koko Ware (1x) en Tommy Rich (1x))
  - CWA Heavyweight Championship (3 keer)
  - CWA International Heavyweight Championship (2 keer)
  - CWA World Tag Team Championship (2 keer: met Austin Idol)
  - NWA Mid-America Heavyweight Championship (12 times)
  - NWA Mid-America Tag Team Championship (2 keer: met Gypsy Joe (1x) en Ken Lucas (1x))
  - NWA Mid-America Television Championship (1 keer)
  - NWA Southern Tag Team Championship (1 keer: met David Schultz)
  - NWA Tennessee Tag Team Championship (2 keer: met John Foley)

- Southeastern Championship Wrestling / Continental Championship Wrestling
  - NWA Southeastern Continental Heavyweight Championship (1 keer)
  - NWA Southeastern Heavyweight Championship (1 keer)
  - NWA Southeastern Television Championship (1 keer)

- United States Wrestling Association
  - USWA Unified World Heavyweight Championship (1 keer; laatste)

- World Wrestling Council
  - WWC North American Tag Team Championship (4 keer: met Wayne Farris (1x) en Frankie Laine (3x))
  - WWC Universal Heavyweight Championship (1 keer)
  - WWC World Tag Team Championship (1 keer: met Bouncer Bruno)